# Campina do Monte Alegre
Campina do Monte Alegre – miasto i gmina w Brazylii, w stanie São Paulo. Znajduje się w mezoregionie Itapetininga i mikroregionie Itapetininga.